# 吉野正弘
吉野 正弘（よしの まさひろ、1962年10月24日 - ）は、日本の俳優である。東京都出身。文学座所属。

## 来歴
駒澤大学卒業。1987年、文学座附属演劇研究所入所。
1992年、文学座座員となる。
- 趣味･特技：乗馬、日舞、殺陣、野球、水泳、空手

## 出演

### 舞台
1988年
- 初舞台『近松女敵討』(文学座本公演）サンシャイン劇場

1989年
- 『舞台版・神々の深き欲望』(文学座アトリエ公演）

1991年
- 『ジュリアスシーザー』(グローブ座）
- 『アントニーとクレオパトラ』(グローブ座）

1992年
- 『アナザータイム』(本公演)サンシャイン劇場
- 『プリマスの黄金』（劇工房ライミング）ベニサンピット
- 『ソング・オブ・サイゴン』(パルコ劇場プロデュース)パルコ劇場
- 『お気に召すまま』(ライミング)ベニサンピット
- 『雨』（SHU企画）

1993年
- 『ソング・オブ・サイゴン』(パルコ劇場)新神戸オリエンタル劇場
- 『花の氷室』(アトリエ)

1995年
- 『メモランダム』(アトリエ)

1996年
- 『特ダネ狂騒曲』(本公演)紀伊國屋ホール
- 『日本漂流』(世田谷スタジオAR）

1997年
- 『柘榴のある家』(本公演)紀伊國屋サザンシアター

1998年
- 『華岡青洲の妻』(本公演)紀伊國屋サザンシアター

1999年
- 『月がとっても蒼いから』(本公演)大田区民プラザ

2000年
- 『モンテ・クリスト伯』(本公演)紀伊國屋サザンシアター
- 『華岡青洲の妻』(本公演)旅公演

2002年
- 『山ほととぎすほしいまま』（ポイント東京）ル テアトル銀座

2003年
- 『モンテ・クリスト伯』(本公演)天王洲アートスフィア

2005年
- 『毒の香り』(本公演)紀伊國屋サザンシアター

2006年
- 『エスペラント』(アトリエ)

2007年
- 『その行間まで、100km〜東京T区母子餓死日記を読む〜』(アゴラ企画)こまばアゴラ劇場

2008年
- 『長崎ぶらぶら節』（本公演）東京芸術劇場

2010年
- 『タイピンにおける死』（アリストパネス・カンパニー）スタジオAR

2011年
- 『猿』TBスタジオ
- 『大逆の影』（アリストパネス・カンパニー）スタジオAR

2012年
- 『長崎ぶらぶら節』（本公演）地方巡演
- 『ふるあめりかに袖はぬらさじ』御園座、南座、赤坂ACTシアター

2013年
- 『不幸/一周忌』浅草見番

2014年
- 『尺には尺を』[4]あうるすぽっと

2025年
- 『華岡青洲の妻』（本公演）紀伊國屋サザンシアター 他[5]

### テレビドラマ
- はねっかえり純情派
- 翔ぶが如く
- 葵 徳川三代 - 渡辺勘平 役
- 功名が辻 - 溝尾勝兵衛 役
- シリウスの道
- 多摩南署たたき上げ刑事・近松丙吉 最期のメッセージ
- JIN-仁-
- 臨場 続章 - 中西忠雄 役
- 遺留捜査
- パンドラIII 革命前夜
- ゴーストライターの殺人取材2
- 報道ドラマ 生きろ 〜戦場に残した伝言〜
- 相棒season12
- 松本清張 黒い福音〜国際線スチュワーデス殺人事件〜
- ある日、アヒルバス 第1話、最終話（2015年7月5日、8月23日、NHK BSプレミアム）
- 警視庁・捜査一課長 第8話（2016年6月2日、テレビ朝日） - 猪狩満 役
- 刑事7人 第2シリーズ 第2話（2016年7月20日、テレビ朝日） - 記者 役
- 孤独のグルメ Season7 第12話 （2018年6月30日、テレビ東京）  - サラリーマン客 役

### 映画
- クライマーズ・ハイ (2008年7月5日公開)[6]

### アテレコ
- ウォレスとグルミット ベーカリー街の悪夢 - パン屋のボブ役
- 借りぐらしのアリエッティ
- 風立ちぬ
- くまみこ - 将太の父 役

### ラジオドラマ
- 天空の道標